# كلوستريديوم لولبي الشكل
كلوستريديوم سبايروفورم أو كلوستريديوم لولبي الشكل أو كلوستريديوم حلزوني الشكل  هو نوع من البكتيريا من فصيلة كلوستريدياسيا.